# Jelovci (gmina Han Pijesak)
Jelovci (cyr. Јеловци) – wieś w Bośni i Hercegowinie, w Republice Serbskiej, w gminie Han Pijesak. W 2013 roku liczyła 32 mieszkańców.